# Linea barrata

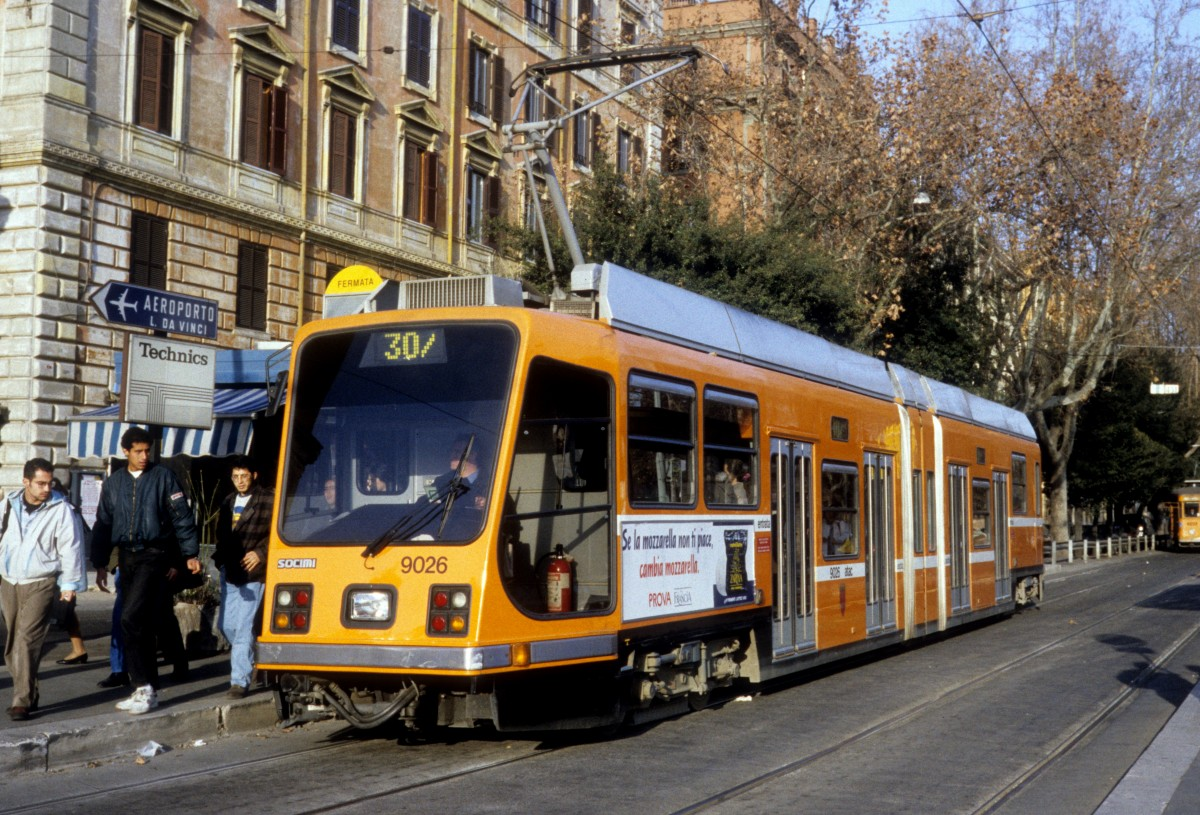
Tram di Roma in servizio sulla linea 30/ nel febbraio 1993

La linea barrata è una linea del trasporto pubblico che percorre la tratta urbana (o interurbana) prevista dal numero o codice di riferimento del mezzo auto-ferro-tranviario, ma con una qualche variazione (capolinea di partenza o di arrivo modificati per un certo numero di fermate, parte del percorso sviluppato su tratta differente, o in certi casi anche linea di servizio notturno con relative alterazioni del percorso tipico).
In passato a Roma esistevano anche le linee crociate, che seguivano un percorso ancora più breve di quelle barrate.